# Bioconductor
Bioconductor es un proyecto de código abierto para el análisis de datos en Genómica.
Sus orígenes se remontan al otoño del 2001 con el objetivo de desarrollar e integrar software para el análisis estadístico de datos de laboratorio en biología molecular. Está basado en el  lenguaje de programación R. Su principal aplicación es el análisis de microarrays.
Los objetivos generales del proyecto son:
- Proporcionar un conjunto amplio y poderoso de métodos para el análisis de datos de genética.
- Facilitar la integración de metadatos biológicos en el análisis de datos experimentales, como la disponible en PubMed o LocusLink.
- Permitir el desarrollo rápido de software extensible, escalable e interoperable.
- Promover documentación de alta calidad y experimentos reproducibles.
- Proporcionar formación en métodos estadísticos y computacionales para el estudio de datos genéticos.

## Características principales
- El uso de del lenguaje de programación R para Computación Estadística: El uso de R proporciona una amplia gama de ventajas para el proyecto Bioconductor, entre ellas están:
  - Un lenguaje interpretado de alto nivel para prototipar fácil y rápidamente nuevos métodos computacionales.
  - Un sistema bien establecido para empaquetar software junto con documentación.
  - Un marco orientado a objetos para abordar la diversidad y complejidad de los problemas de biología computacional y   bioinformática.
  - Acceso a datos de biología computacional y bioinformática en línea.
  - Compatibilidad con ricas actividades de modelado y simulación estadística.
  - Capacidades de visualización de modelos y datos de última generación.
  - Desarrollo activo por parte de un equipo de investigadores comprometidos con la buena documentación y el diseño de software.
- Documentación e investigación reproducible: Cada paquete de Bioconductor contiene una o más viñetas, que son documentos que brindan una descripción textual y orientada a tareas de la funcionalidad del paquete. Las viñetas vienen en varias formas. Muchas demuestran cómo se puede lograr una tarea en particular con el software de ese paquete. Otros brindan una descripción general más completa del paquete o analizan cuestiones generales relacionadas con el paquete.
- Métodos estadísticos y gráficos: El proyecto Bioconductor proporciona acceso a potentes métodos estadísticos y gráficos para el análisis de datos genómicos. Los paquetes de análisis abordan flujos de trabajo para el análisis de matrices de oligonucleótidos, análisis de secuencias, citometría de flujo y otros datos genómicos de alto rendimiento. El     propio sistema del paquete R proporciona implementaciones para una amplia gama de técnicas estadísticas y gráficas de última generación, incluidos el modelo lineal y no lineal, el análisis de conglomerados, la predicción, el remuestreo, el análisis de supervivencia y el análisis de series temporales.
- Anotación: El proyecto Bioconductor proporciona software para asociar micromatrices y otros datos genómicos en tiempo real  con metadatos biológicos de bases de datos web como GenBank, Entrez genes y PubMed (paquete de anotación). También se proporcionan funciones para incorporar los resultados del análisis estadístico en informes HTML con enlaces a recursos web de anotación. Las  herramientas de software están disponibles para ensamblar y procesar datos de anotación genómica, desde bases de datos como GenBank, Gene Ontology Consortium, Entrez genes, UniGene, UCSC Human Genome Project (paquete AnnotationDbi). Paquetes de datos de anotación se     distribuyen para proporcionar mapeos entre diferentes identificadores de sonda. También se pueden ensamblar bibliotecas de anotaciones personalizadas.
- Cursos cortos de bioconductores: El proyecto Bioconductor ha desarrollado un programa de cursos cortos sobre software y métodos estadísticos para el análisis de datos genómicos. Se han impartido cursos para audiencias con experiencia en biología o estadística. Todos los materiales del curso (conferencias y laboratorios de computación) están disponibles en este sitio.
- Código abierto: El proyecto Bioconductor tiene un compromiso con la disciplina de código abierto completo, con distribución a través de un servidor público git (control de versiones). Casi todas las contribuciones existen bajo una licencia de código abierto. Hay muchas razones diferentes por las que el software de código abierto es beneficioso para el análisis de datos de micromatrices y para la biología computacional en general. Las razones incluyen:
  - Para proporcionar acceso completo a los algoritmos y su implementación.
  - Para facilitar las mejoras del software a través de la corrección de errores y la extensión del software.
  - Fomentar la buena informática científica y la práctica estadística proporcionando las herramientas y la instrucción adecuadas.
  - Proporcionar un banco de trabajo de herramientas que permita a los investigadores explorar y ampliar los métodos utilizados para analizar datos biológicos.
  - Lograr que la comunidad científica internacional sea propietaria de las herramientas informáticas necesarias para realizar investigaciones
  - Liderar y fomentar el apoyo comercial y el desarrollo de aquellas herramientas que tengan éxito.
  - Promover la investigación reproducible proporcionando herramientas abiertas y accesibles con las que llevar a cabo esa investigación (la investigación reproducible es distinta de la verificación independiente).